# Авсюнино (станция)
Авсю́нино — железнодорожная станция Казанского направления Московской железной дороги в Орехово-Зуевском районе Московской области. Входит в Московско-Горьковский центр организации работы ДЦС-8 Московской дирекции управления движением. По основному характеру работы является промежуточной, по объёму работы отнесена к 4 классу.
Расположена вблизи посёлка Авсюнино и поселка Дорохово. Названа по близлежащей деревне Авсюнино — в 4 км в сторону Москвы. На станции останавливаются около 23 пар электропоездов в сутки маршрутов Москва-Казанская — Черусти; Москва-Казанская — Шатура и Куровская — Черусти.
Время движения электропоездов от Казанского вокзала со всеми остановками — 1 час 58 минут.
На станции две платформы: одна островная, с которой осуществляется посадка на большинство поездов в сторону Черустей или Москвы, и одна боковая со специальным служебным путём, ранее использовалась для поездов, следующих до станции Авсюнино. Сейчас часто поезда на Москву или Черусти пропускают через этот путь, в то время как основной используется для отстоя грузовых составов, что создает массу неудобств для пассажиров, которым приходится пролезать под грузовыми вагонами.
Данная пассажирская платформа, как и многие другие платформы Казанского направления, не оборудована светофорами с световой и звуковой сигнализацией, отсутствуют качественные пешеходные настилы для перехода путей.